# Jean-François Pérez
Pour les articles homonymes, voir Perez.
Jean-François Pérez est un joueur français de volley-ball né le 7 décembre 1980 à Strasbourg (Bas-Rhin). Il mesure 2,05 m et joue central.

## Clubs
| Club                | De        | À         |
| ------------------- | --------- | --------- |
| UVB Narbonne        | 2001-2002 | 2002-2003 |
| Asnières Volley 92  | 2003-2004 | 2004-2005 |
| UVB Narbonne        | 2005-2006 | 2005-2006 |
| Asnières Volley 92  | 2006-2007 | 2006-2007 |
| Montpellier UC      | 2007-2008 | 2008-2009 |
| Avignon Volley-Ball | 2009-2010 | 2009-2010 |
| Spacer's Toulouse   | 2010-2011 | 2012-2013 |
| Club Alès VCB       | 2013-2014 | 2013-2014 |
| Avignon Volley-Ball | 2015-2016 | 2015-2016 |

## Palmarès
- Coupe de France
  - Finaliste : 2008, 2013